# Alexandre Castagnetti
Pour les articles homonymes, voir Castagnetti.
Alexandre Castagnetti, né le 6 mai 1975 à Chieri (Italie), est un réalisateur, scénariste, compositeur et musicien français.
Il est notamment connu pour ses films Amour et Turbulences et Tamara.
Il est aussi l'un des deux membres du duo La Chanson du dimanche qui connait un large succès sur Internet entre 2007 et 2012.

## Biographie
Alexandre Castagnetti naît le 6 mai 1975 à Chieri, dans la banlieue de Turin, en Italie. Fils d'un chanteur lyrique et d'une professeure d'italien, il émigre en France à Orléans en 1977.
Il réalise ses premiers courts métrages au collège et se passionne pour la musique et le cinéma pendant toutes ses études. Diplômé de l’ENST (Télécom Paris) en 1999, il choisit la voie du cinéma et réalise avec son ami Corentin Julius son premier long métrage en 2003, L’Incruste, produit par Christian Fechner, avec Titoff, Frédéric Diefenthal et Zoé Félix dans les premiers rôles.
Il enchaîne par la suite écritures et réalisations, tant de longs métrages que de séries.
Mettant à profit sa formation au conservatoire en piano et hautbois, il crée plusieurs groupes de musique dont Beaubourg, groupe de chansons franco-italiennes, et La Chanson du dimanche, groupe de chansons pop humoristiques. Il compose également les bandes originales de certains de ses films.
Au cinéma, après L'Incruste, Alexandre Castagnetti co-écrit et réalise en 2013 la comédie romantique Amour et Turbulences pour les studios Universal, avec Nicolas Bedos, Ludivine Sagnier, Jonathan Cohen et Clémentine Célarié. Le film connaît une carrière internationale.
Pour la télévision, il co-écrit et co-réalise pour Arte deux saisons de la série Les Invincibles mettant en scène un quatuor composé de Jonathan Cohen, Benjamin Bellecour, Cédric Ben Abdallah et Jean-Michel Portal. La série, adaptée d'un format québécois et attirant un public plus jeune, marque le début d'une nouvelle vague dans les séries créées par la chaîne franco-allemande.
En parallèle, le succès de son duo musical sur Internet La Chanson du dimanche avec son ami Clément Marchand, premier groupe entièrement diffusé sur Internet, aux plusieurs centaines de millions de vues, leur donne l'occasion d'interpréter leur propre rôle dans le film Tout ce qui brille, avec Géraldine Nakache et Leila Bekhti, et de créer une série musicale sur Canal+ et Comédie : La Chanson du dimanche, la série. La série est réalisée par Alexandre Castagnetti, en collaboration avec Julius Berg, pour la première saison, et Pierric Gantelmi D'Ille pour la seconde. Alexandre Castagnetti et Clément Marchand jouent leur propre rôle dans cette sitcom décalée et sont entourés de Priscilla de La Forcade, Jonathan Cohen, Jackie Berroyer, Yilin Yang, Jim Limas, et accueille des "guests" à chaque épisode, parmi lesquels Mathieu Amalric, Victoria Abril ou Frédéric Beigbeder.
Ensuite, Alexandre Castagnetti écrit et réalise en 2016 le film générationnel Tamara, avec Héloïse Martin, Rayane Bensetti et Sylvie Testud. Le film connaît un large succès au box-office et donne lieu à une suite, Tamara Vol.2, qu'il co-écrit avec Béatrice Fournera et réalise en 2018. Le second volet réunit le même casting que le premier (avec notamment Blanche Gardin, Bruno Salomone, Cyril Gueï et Oulaya Amamra) et élargit la bande à de nombreux jeunes talents (Panayotis Pascot, Oussama Kheddam, Idrissa Hanrot, Karidja Touré, Manon Azem) mais obtient un moindre succès que le premier volet.
Passionné de cinéma d'aventure et de fantastique, Alexandre Castagnetti réalise également pour Universal la comédie fantastique La Colle en 2017, avec Arthur Mazet, Karidja Touré et Thomas VDB, puis Le Grimoire d'Arkandias en 2014 avec son ami Julien Simonet, avec Christian Clavier, Isabelle Nanty et Anémone.
En 2021, il réalise les 4 premiers épisodes de la série drama Mixte, créée par Marie Roussin, pour Amazon Prime, avec entre autres Lula Cotton-Frapier, Vassili Schneider, Pierre Deladonchamps, Nina Meurisse et Maud Wyler.
En 2022 il écrit et réalise le film L'école est à nous, produit par les frères Altmeyer sur le sujet de l'éducation, pour lequel il travaille avec sa co-auteure Béatrice Fournera et le chercheur en éducation François Taddei. Le casting réunit Sarah Suco, Oussama Kheddam, et Jean-Pierre Darroussin.
Il poursuit par ailleurs sa collaboration avec les producteurs d'Elephant Story Gaëlle Cholet et Guillaume Renouil en réalisant plusieurs films pour la télévision en 2019, 2023 et 2024 : Itinéraire d'une maman braqueuse pour TF1, pour lequel Cécile Rebboah obtient le premier prix d'interprétation au festival de La Rochelle, et pour France 2 Inès et Yvan, l’amour sur un fil, et le spécial Fais pas ci fais pas ça, on va marcher sur la Lune.

## Filmographie

### Cinéma

#### Réalisateur
- 2004 : L'Incruste, fallait pas le laisser entrer ! - réalisé avec Corentin Julius
- 2013 : Amour et Turbulences
- 2014 : Le Grimoire d'Arkandias - réalisé avec Julien Simonet
- 2016 : Tamara
- 2017 : La Colle
- 2018 : Tamara Vol.2
- 2022 : L'école est à nous

#### Scénariste
- 2004 : L'Incruste (avec Corentin Julius)
- 2013 : Amour et Turbulences (avec Vincent Angell et Nicolas Bedos)
- 2014 : Le Grimoire d'Arkandias (avec Julien Simonet)
- 2016 : Tamara
- 2018 : Tamara Vol. 2 (avec Béatrice Fournera)
- 2022 : L'École est à nous (avec Béatrice Fournera)

#### Compositeur
- 2004 : L'Incruste (avec Clément Marchand et Jérôme Germond)
- 2016 : Tamara
- 2017 : La Colle (avec Clément Marchand)
- 2018 : Tamara Vol. 2
- 2022 : L'École est à nous

#### Acteur
- 2010 : Tout ce qui brille : lui-même

### Télévision

#### Réalisateur
- 2007-2008 : Les Invincibles (avec Pierric Gantelmi d'Ille, saisons 1 et 2)
- 2010-2011 : La Chanson du dimanche, la série (avec Julius Berg, saisons 1 et 2)
- 2019 : Itinéraire d'une maman braqueuse
- 2021 : Mixte (épisodes 1 à 4)
- 2023 : Inès et Yvan, l'amour sur un fil
- 2024 : Fais pas ci, fais pas ça (épisode spécial On va marcher sur la Lune)

#### Scénariste
- 2007 : Les Invincibles (avec Brigitte Bémol, Julien Simonet et Bertrand Marzec, saisons 1 et 2)
- 2010-2011 : La Chanson du dimanche, la série (avec Clément Marchand, Bertrand Marzec, Dave Cohen, Erwan Marinopoulos et Julie Bargeton, saisons 1 et 2)

#### Compositeur
- 2007 : Les Invincibles (générique)
- 2010-2011 : La Chanson du dimanche, la série (avec Clément Marchand, Bertrand Marzec, Dave Cohen, Erwan Marinopoulos et Julie Bargeton, saisons 1 et 2)

#### Acteur
- 2007 : Les Invincibles : le vendeur BD (saison 1)
- 2010-2011 : La Chanson du dimanche, la série : Alec (saisons 1 et 2)